# Carlos Hermosillo Arteaga
Carlos Gerardo Hermosillo Arteaga (Hidalgo del Parral, Chihuahua, México, 2 de mayo de 1977-ídem, 20 de marzo del 2017) fue un político mexicano, miembro del Partido Revolucionario Institucional, funcionario del gobierno del estado de Chihuahua y diputado federal desde 2015 hasta su fallecimiento.

## Estudios
Carlos Hermosillo Arteaga fue licenciado en administración, egresado del Instituto Tecnológico de Parral, donde cursó la carrera de 1997 al 2001, además de diplomados en formación de auditores internos ISO 9001:00 y en sistemas de gestión de calidad de la Norma ISO 9001:00.
Se desempeñó como empleado administrativo en Telecomm Telégrafos de Parral, del 2000 al 2002, y de ese mismo año al 2004 ocupó la gerencia de dicha dependencia.

## Carrera política
Ingresó a la administración del gobernador de Chihuahua César Duarte Jáquez en 2011, al ser designado director del Fideicomiso Estatal para el Fomento de las Actividades Productivas. En 2012 pasó a ser director general de Administración de la Secretaría de Hacienda del estado, y en 2013 fue nombrado presidente de la Junta Central de Agua y Saneamiento del estado de Chihuahua.
Renunció a la presidencia de la Junta de Aguas en 2015, al ser postulado candidato del PRI a diputado federal por el Distrito 9 de Chihuahua. Resultó elegido para la LXIII Legislatura de 2015 a 2018.

### Acusaciones de corrupción
Desde el momento en que ocupó los cargos administrativos en el Gobierno de Chihuahua fue señalado repetidamente como presunto cómplice de actividades ilícitas atribuidas al gobernador César Duarte Jáquez; entre otras, las presuntas inversiones del mismo en el Banco Progreso de Chihuahua. Además, fue señalado por enriquecimiento inexplicable, al pasar sus propiedades, en dos años, de un valor de 500 000 pesos a uno de 14 millones de pesos.
Falleció el 20 de marzo de 2017, tras sufrir graves heridas en un accidente automovilístico, en la Carretera Federal 24.